# Nils Sondermann
Nils Sondermann (* 30. Mai 1987 in Hagen) ist ein ehemaliger deutscher Eishockeyspieler, der 36 Spiele für die Iserlohn Roosters in der Deutschen Eishockey Liga (DEL) absolvierte, den Großteil seiner Karriere aber in der Oberliga verbrachte.

## Karriere
Nach der Laufschule, den Kleinstschülern, den Kleinschülern, der Jugend und den Junioren wurde Nils Sondermann vor der Saison 2004/05 zum ersten Mal ins Profiteam der Iserlohn Roosters berufen. Bei sieben DEL-Partien stand er im Laufe des Jahres im Kader. Eiszeit erhielt er aber nur im DEB-Pokal und bei den Young Roosters, bei denen er einer der besten Verteidiger war. In der Saison 2005/06 stand er wieder im Roosters-Kader, lief aber meist für den damaligen Förderlizenz-Partner, die Revierlöwen Oberhausen, in der Oberliga auf. Dort gehörte er zwar zum Stammkader, konnte in insgesamt 41 Partien für die Revierlöwen jedoch keine Scorerpunkte erzielen.
Während der Saison 2006/07 führte ihn der damalige Trainer der Roosters, Geoff Ward, langsam an die erste Mannschaft heran, indem er regelmäßig auf der Bank Platz nehmen durfte. Seit Mitte Januar 2007 wurde Sondermann im Team der Iserlohn Roosters nicht mehr benötigt und wechselte, nach einem erfolglosen Probetraining bei den Hannover Indians, zu den Eisbären Juniors nach Berlin. Für die Saison 2007/08 unterschrieb er einen Vertrag beim damaligen Oberligisten Hannover Indians, die er aber nach nur einem Jahr wieder verließ.
In der Folgezeit wurden die Verantwortlichen des EHC Dortmund auf den gelernten Verteidiger aufmerksam und konnten ihn von einem Engagement in Dortmund überzeugen. Sondermann unterschrieb einen Vertrag bei den Elchen und konnte mit dem Verein zum Ende der Spielzeit 2008/09 die Regionalliga-Meisterschaft gewinnen. In den Finalspielen gegen die DEG Metro Stars 1b fiel der Defensivspieler durch seinen Bart auf, den er sich nach dem Vorbild der Dortmunder Vereinsfarben, Blau-Weiß-Rot gefärbt hatte. Zwischen Mai 2011 und 2013 spielte er als Kapitän beim Liga-Konkurrenten Hammer Eisbären. Anschließend kehrte er nach Dortmund zurück, wo er 2015 seine Karriere beendete.

## Karrierestatistik

### International
Vertrat Deutschland bei:
- World U-17 Hockey Challenge 2004

(Legende zur Spielerstatistik: Sp oder GP = absolvierte Spiele; T oder G = erzielte Tore; V oder A = erzielte Assists; Pkt oder Pts = erzielte Scorerpunkte; SM oder PIM = erhaltene Strafminuten; +/− = Plus/Minus-Bilanz; PP = erzielte Überzahltore; SH = erzielte Unterzahltore; GW = erzielte Siegtore; 1 Play-downs/Relegation; Kursiv: Statistik nicht vollständig)